# Youcef Reguigui
Youcef Reguigui, arab. ‏يوسف رقيقي‎ (ur. 9 stycznia 1990) – algierski kolarz szosowy.
Swoją profesjonalną karierę zaczął w 2013 roku w afrykańskiej grupie MTN-Qhubeka. Pierwsze profesjonalne zwycięstwo odniósł w 2014 roku w Tour d’Azerbaïdjan, klasyfikowanym jako wyścig 2.1. Rok później odniósł drugie profesjonalne zwycięstwo na szczycie Fraser’s Hill w Tour de Langkawi. Wziął udział w Vuelta a España 2015.

## Najważniejsze osiągnięcia
2011
- 1. miejsce w mistrzostwach Algierii (start wspólny)
- 1. miejsce w mistrzostwach Algierii U-23 (start wspólny)
- 1. miejsce na 3. etapie Tour d’Algérie
- 1. miejsce na 7. etapie Tour du Faso
- 3. miejsce na igrzyskach panarabskich

2012
- 1. miejsce w mistrzostwach Algierii U-23 (start wspólny)
- 1. miejsce na 3. etapie Toscana-Terra de ciclisme
- 1. miejsce w Tour d’Azerbaïdjan

2013
- 1. miejsce w Mistrzostwach Arabskich
- 1. miejsce na 4. etapie Sharjah International Cycling Tour

2014
- 1. miejsce na 2. etapie Tour de Chlef
- 1. miejsce na 3. etapie Tour d’Azerbaïdjan

2015
- 1. miejsce w Tour de Langkawi
  - 1. miejsce na 7. etapie

2016
- 2. miejsce w mistrzostwach Afryki (start wspólny)
- 7. miejsce w Trofeo Playa de Palma

2017
- 1. miejsce w mistrzostwach Algierii (start wspólny)

2018
- 3. miejsce w mistrzostwach Afryki (drużynowa jazda na czas)

2019
- 3. miejsce w mistrzostwach Afryki (start wspólny)
- 3. miejsce w Tour de Kumano
- 1. miejsce w mistrzostwach Algierii (indywidualna jazda na czas)
- 1. miejsce na igrzyskach afrykańskich (start wspólny)
- 3. miejsce w Tour of Iran

2021
- 3. miejsce w mistrzostwach Afryki (start wspólny)
- 3. miejsce w mistrzostwach Afryki (drużynowa jazda na czas)

2022
- 2. miejsce w igrzyskach solidarności islamskiej (start wspólny)

2023
- 1. miejsce na 2., 8. i 9. etapie Tour d’Algérie
- 1. miejsce w Grand Prix de la Ville d’Alger
- 2. miejsce w Grand Prix du Trône
- 1. miejsce w Grand Prix de la Famille Royale
- 1. miejsce w Courts Mammouth Classique de l’île Maurice
- 1. miejsce w mistrzostwach Algierii (indywidualna jazda na czas)
- 2. miejsce w igrzyskach arabskich (drużynowa jazda na czas)
- 3. miejsce w igrzyskach arabskich (start wspólny)

2024
- 1. miejsce na 2. i 4. etapie Tour d’Algérie
- 2. miejsce w Courts Mammouth Classique de l’Île Maurice

### Starty w Wielkich Tourach
| Grand Tour | 2015 | 2016 | 2017 |
| ---------- | ---- | ---- | ---- |
| Giro       | –    | –    | –    |
| Tour       | –    | –    | –    |
| Vuelta     | 134  | –    | DNF  |

## Rankingi
| Rok              | 2011 | 2012 | 2013 | 2014 | 2015  | 2016 | 2017 | 2018 | 2019 | 2020 | 2021 | 2022  | 2023 | 2024  |
| ---------------- | ---- | ---- | ---- | ---- | ----- | ---- | ---- | ---- | ---- | ---- | ---- | ----- | ---- | ----- |
| World Ranking    |      |      |      |      |       | 285. | 743. | 223. | 78.  | 225. | 356. | 1749. | 399. | 1020. |
| UCI Europe Tour  | 606. | 208. | -    | 382. | 1137. | 757. | -    | -    |      |      |      |       |      |       |
| UCI Asia Tour    | -    | -    | -    | 80.  | 10.   | -    | -    | -    |      |      |      |       |      |       |
| UCI America Tour | 326. | -    | -    | -    | -     | -    | -    | -    | -    | -    | -    | -     | -    | -     |
| UCI Africa Tour  | 12.  | 30.  | -    | 188. | -     | 8.   | 25.  | 2.   | 2.   | 4.   | 10.  | 100.  | 10.  | 71.   |
|                  |      |      |      |      |       |      |      |      |      |      |      |       |      |       |
| Źródło: UCI      |      |      |      |      |       |      |      |      |      |      |      |       |      |       |